# Marvin Emnes
Marvin Renato Emnes (* 27. Mai 1988 in Rotterdam, Niederlande) ist ein niederländischer Fußballspieler.

## Karriere
Emnes begann seine Karriere in der Jugend von Sparta Rotterdam. Sein Profidebüt gab er in der Saison 2005/06, in der Saison darauf wurde er von den Sparta-Fans zum Spieler des Jahres geehrt.
Am 4. Juli 2008 unterschrieb Emnes einen Vierjahresvertrag beim FC Middlesbrough, für eine Ablöse von 3,2 Millionen Pfund.
Sein Debüt für Boro gab er im Liga-Pokal gegen Yeovil Town am 27. August. Er erzielte sein erstes und bis dato auch sein einziges Liga-Tor für Middlesbrough im Spiel gegen Swansea City am 15. August 2009. Emnes spielte in der Sommerpause 2010 in zwei Testspielen bei Fortuna Düsseldorf zur Probe mit, konnte sich jedoch nicht für einen Vertrag empfehlen.
Am 31. Januar 2014 kehrte Emnes – zunächst auf Leihbasis bis zum Ende der Saison 2013/14 – zu Swansea City zurück. Anschließend wurde er für drei Jahre fest verpflichtet.
Im Sommer 2017 wechselte er zum türkischen Erstligisten Akhisar Belediyespor. Im April 2018 wurde sein Vertrag mit Akhisar aufgelöst.

## Nationalmannschaft
Emnes war Teil der U-17 Mannschaft, die den dritten Platz bei der U-17-Fußball-Weltmeisterschaft 2005 in Peru erreichte. Für die U-21 kam er zu drei Einsätzen.